# London Shostakovich Orchestra

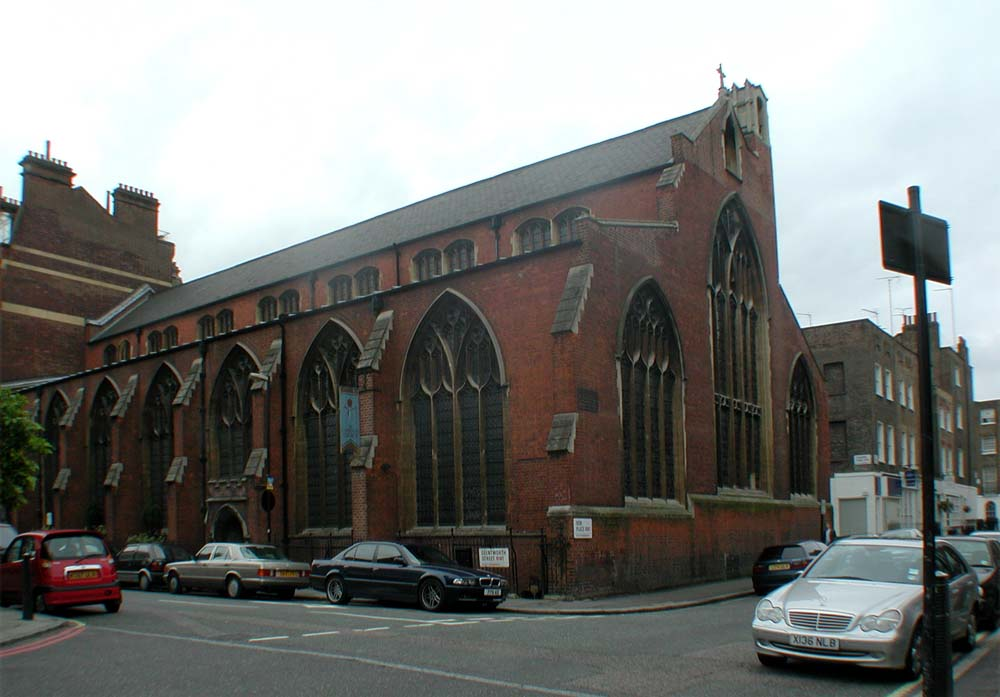
St Cyprian, Glentworth Street, Londra

La London Shostakovich Orchestra è un'orchestra con sede nella St. Cyprian's Church in Glentworth Street a Marylebone, Londra, Inghilterra.

## Storia
Fondata nel novembre 1999, il suo direttore è Christopher Cox e il primo violino è Jonathan Lee. Si sono esibiti per la prima volta nel maggio 2000 e fino ad ora hanno suonato più di una dozzina di concerti (a maggio 2011).
È stata chiamata così in onore del compositore russo del XX secolo Dmitrij Dmitrievič Šostakovič, alle cui composizioni l'orchestra dà grande rilevanza. Nel 2014 hanno raggiunto il loro scopo di esibirsi in tutte e 15 le sinfonie di Šostakovič.
L'orchestra è finanziata dai contributi dei suoi membri e dai soldi ricevuti dalla vendita dei biglietti. Il London Shostakovich Choir è stato formato nel maggio 2011 per eseguire la 2ª Sinfonia con l'Orchestra.